# ديتر زيمر
ديتر زيمر  (و. 1958 –  م) هو سياسي، من ألمانيا، وعضوٌ في الحزب الديمقراطي الاجتماعي الألماني.

## مناصب
تولى منصب عمدة (منذ 2007).